# Steinbuckel
Steinbuckel ist ein mit Verordnung des Regierungspräsidiums Tübingen vom 2. September 1985 ausgewiesenes Naturschutzgebiet mit der Nummer 4.125.

## Lage
Das Naturschutzgebiet befindet sich in den Naturräumen Mittlere Kuppenalb und Mittlere Flächenalb. Es handelt sich um eine Laubholz-Wacholderheide etwa zwei Kilometer südwestlich des Ortsteils Eglingen der Gemeinde Hohenstein. Das Schutzgebiet ist Teil des FFH-Gebiets Nr. 7622-341 Großes Lautertal und Landgericht.

## Schutzzweck
Laut Verordnung ist der wesentliche Schutzzweck die Erhaltung und Verbesserung eines von landwirtschaftlichen Nutzflächen umgebenen Lebensraumes mit vielen seltenen und zum Teil vom Aussterben bedrohten Pflanzen und Tierarten, die hier in einer besonderen Artenvielfalt vorkommen und die mit den anderen Heidegebieten der Umgebung im Zusammenhang stehen.

## Flora und Fauna
Von den insgesamt 161 festgestellten Pflanzenarten müssen hervorgehoben werden: Fliegen-Ragwurz, Mücken-Händelwurz, Gelber Enzian, Fransen-Enzian, Deutscher Enzian und Echte Kugelblume. Von den 27 Schmetterlingsarten stehen der Quendel-Ameisenbläuling und der Zwerg-Bläuling auf der Roten Liste.